# وارويك فوكس
وارويك فوكس (بالإنجليزية: Warwick Fox)‏ هو فيلسوف أسترالي، ولد في 1954.